# Alkoholmätare
Alkoholmätare, alkometer eller alkomätare är en apparat för att uppskatta mängden alkohol i en persons blod genom ett utandningsprov. Alkoholmätaren används främst av polisen i utandningskontroller för att undersöka om förare är nyktra, men används även av bland annat Tullen, sjöpolis, yrkesförare och privatpersoner. På sjukhusens akutmottagningar och alkoholkliniker, eller missbruksenheter, brukar det också finnas sådana här alkoholmätare. Alkoholmätare i fordon kallas alkolås. Sedan halvårsskiftet 2008 har kustbevakningen rätt att kontrollera nykterheten till sjöss medelst alkoholmätare, vilket tidigare bara polisen fick göra. Den portabla utrustning för alkoholutandningsprov som används av Sveriges polis, tull och kustbevakning är av modellerna Dräger 6810 och Evidenzer.

## Uppfinningens historia
Alkoholmätarens historia går tillbaka till 1927. Dr. Gorsky, en engelsk polisläkare, uppmanar då en misstänkt att blåsa upp en fotboll. Efter mätningar konstaterade läkaren att eftersom bollens volym var två liter och mannens andedräkt innehöll 1,5 ml etanol var mannen "50% full".
Teknikerna för att upptäcka alkohol varierar och den som anses ha skapat den första fungerande alkoholmätaren baserat på utandningsprov är Dr. Robert Borkenstein, polis och senare professor vid Indiana university. 1954 uppfann Borkenstein en "breathalyzer", ungefär "utandningsanalysator" dock står det skrivet i Tyska dagstidningar från tidigare tid att Bruno Pamperien ska ha haft patent på uppfinningen och att det var han som uppfann den från början men att idén blivit tagen av Borkenstein. Breathalyzern bestämde alkoholkoncentrationen genom redox och fotometri. Avancerade utandningsanalysatorer har i huvudsak använt infraröd spektroskopi men det vanligaste är att utandningsluften passerar en bränslecell.

## Alkoholkoncentrationen i blodet
Eftersom alkoholmätare inte direkt mäter alkoholkoncentration i blodet krävs en analys av blodprov för att bestämma en persons alkoholpromille. Tidigare krävde de flesta europeiska länders lagar att ett positivt utandningsprov i poliskontroll kräver att polisen tar in personen för blodprov. Numer är utandningsprov i ett så kallat bevisinstrument tillräcklig bevisföring. I Sverige är gränsen 0,1 mg alkohol per liter luft för rattfylleri.

## Alkoholmätare för privatpersoner
Det finns många olika modeller av alkoholmätare för privatpersoner. Dessa är oftast av mindre modell än polisens och inte lika exakta, och de billigare modellerna har visat sig vara opålitliga då de visat sjunkande resultat vid flera blåsningar i följd, alternativt inte varit kalibrerade för det aktuella landets alkoholgränser.
Den senaste stora testen som gjordes i Sverige av Aftonbladet och MHF år 2010, visade dock att det finns små alkoholmätare med bränslecell som fungerar bra. Vad man som konsument skall fråga sig är vem som oberoende testat mätaren. De flesta experter är idag eniga om att bränslecellsteknik är den bästa för alkoholmätare. Det finns även i små alkoholmätare för personligt bruk.

### Alkolås

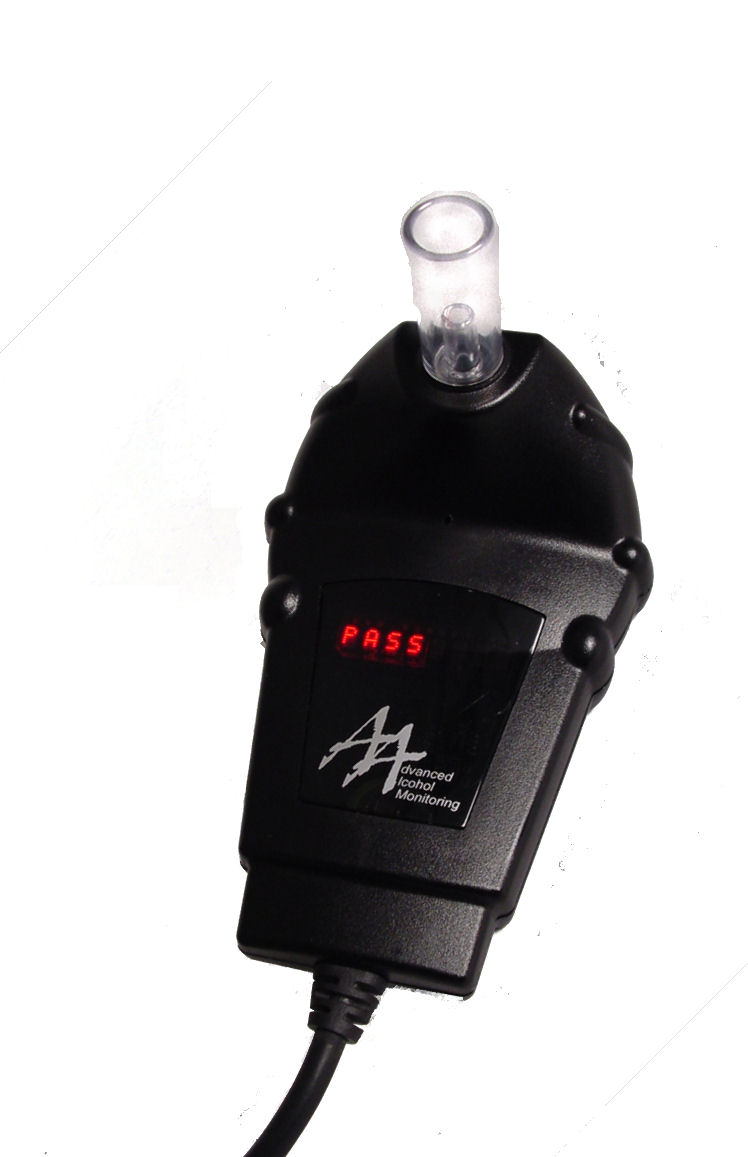
Alkolås

Alkolås kallas alkoholmätare i fordon som någon måste blåsa i innan ett fordon startas. Om mätaren ger utslag att den som blåser druckit mer alkohol än vad alkolåset är programmerat att acceptera, innebär det att fordonet inte kan startas. Dessa former av alkoholmätare finns även i vissa yrkesfordon, såsom bussar och lastbilar.

## Kritik
Det finns flera olika teorier om att alkoholmätare med halvledare kan ge falska utslag eller manipuleras. Bland annat påstås munvatten kunna ge falska utslag. Även olika kroppstemperatur och andningsmönster kan ge olika resultat.